# Shabunda (territoire)
Le territoire de Shabunda est une entité administrative déconcentrée de la province du Sud-Kivu en république démocratique du Congo.

## Géographie

### Délimitations
La situation géographique du territoire se présente comme suit :
1. au Nord par les territoires de Punia et de Walikale ;
2. à l’Est par les territoires de Kalehe, Kabare, Walungu et de Mwenga ;
3. au Sud par les territoires de Kasongo, Kabambare et de Fizi ;
4. à l’Ouest par les territoires de Pangi et de Kailo[1].

### Population
Le territoire compte une commune rurale de moins de 80 000 électeurs.

## Politique

### Chefferies
Le territoire est constitué de deux (2) chefferies : Bakisie et Wakabango.

## Histoire
En 2022, la commune reçoit un système d'approvisionnement en eau.